# Beatsteaks
Beatsteaks jsou německá punk rocková kapela, která pochází z Berlína a funguje od roku 1995. V České republice vystoupili celkem sedmkrát naposledy 5. července 2011 na Rock for People v Hradci Králové.

## Informace

### Začátky

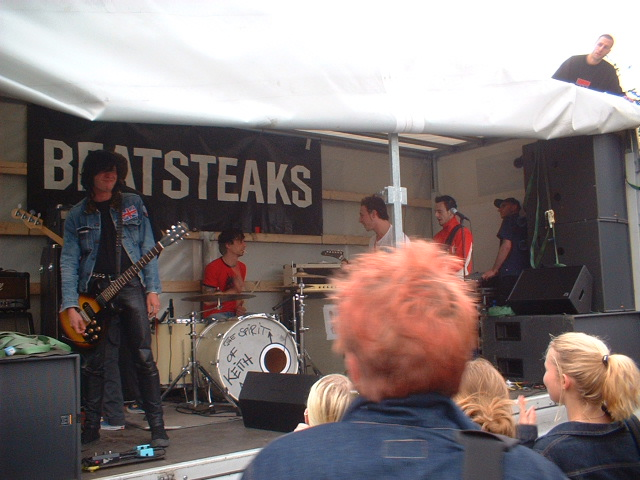
Beatsteaks během vystoupení v roce 2002

Zakládajícími členy byli v roce 1995 Peter Baumann, Stefan Hircher, Alexander Rosswaag a Bernd Kurtzke. Později se ke skupině připojil i zpěvák Arnim Teutoburg Weiß.
V roce 1996 vyhráli lokální hudební soutěž v berlínském klubu SO36, čímž vyhráli místo předskokana na německém koncertě skupiny Sex Pistols a právě tímto vystoupením se kapela dostala do povědomí německé hudební veřejnosti. Kapela o pár let později přiznala, že koncert odehrála zády k publiku, aby to vypadalo, že pořád ladí zvuk. Kapela Sex Pistols tehdy Beatsteaks zakázala prodávat fanouškovská trička, jelikož se jim zdála moc levná.

### 48/49
O rok později v únoru 1997 vydali své debutové album nazvané 48/49, které pojmenovali podle jedné berlínské ulice. Album stihli nahrát za jeden jediný týden a frontman Arnim Teutoburg-Weiß o něm s nadsázkou mluví jako o nejlepším debutu všech dob.
Na albu se objevuje ještě několik německy zpívaných písní. Další alba jsou zpívaná už pouze anglicky.

### Launched
V roce 1999 podepsala kapela v New Yorku smlouvu s prestižním americkým punkovým labelem Epitaph Records a další deska Launched, která vyšla v roce 2000 už byla vydána pod jeho záštitou.
Album bylo nahráno už s novým bubeníkem. V roce 1998 kapelu opustil z rodinných důvodů Stefan Hircher a nahradil ho Thomas Götz. Během nahrávání odešel ze stejných důvodů baskytarista Alexander Rosswaag, kterého nahradil Torsten Scholz. Ten se nejdříve jen kamarádil se členy kapely, na baskytaru se naučil hrát až po přijetí do kapely. Na albu jsou i dvě písně, ke kterým byl natočen videoklip, jedná se o Panic a Shiny Shoes. Ani jeden z klipů však nebyl vysílán v televizi.

### Living Targets
Po vydání desky absolvovali jako předkapela turné s Bad Religion a Die Toten Hosen, čímž se stali zase trochu známějšími. Velký zlom v jejich kariéře ale přišel až s vydáním třetí desky.
Deska dostala název Living Targets, vyšla v srpnu 2002 a byly z ní vydány dva singly Let Me In a Summer, které se začaly hrát i v rádiích a klipy se objevovaly v celostátních televizích. Kapela vyjela na turné s německou kapelou Die Ärzte, kde zaznamenala obrovský ohlas. Koncem roku 2002 odehrála koncert v berlínské Columbiahalle a jen pro tento účel natočila EP, které dostalo název Wohnzimmer-EP - Beatsteaks jej darovali návštěvníkům koncertu. Na albu poprvé spolupracují i s producentem Mosesem Schneiderem, se kterým natočili i další nahrávky.

### Smack Smash
Největší průlom ale přišel s deskou Smack Smash, která vyšla v březnu 2004. První singl dostal název Hand in Hand a moderátor MTV Markus Kavka tehdy o Beatsteaks prohlásil: „Beatsteaks byli vždy výborná kapela, ale tímto albem se posouvají mezi superstar, a tohle je to nejlepší, co jsem kdy od nich slyšel“. Zejména druhý singl I Don't Care as Long as You Sing slavil obrovské úspěchy jeho nástupce Hello Joe, píseň složená na počest Joe Strummera byl neméně úspěšný. Ve stejném roce si odnesli i cenu MTV Europe Music Awards v kategorii Best German Act.

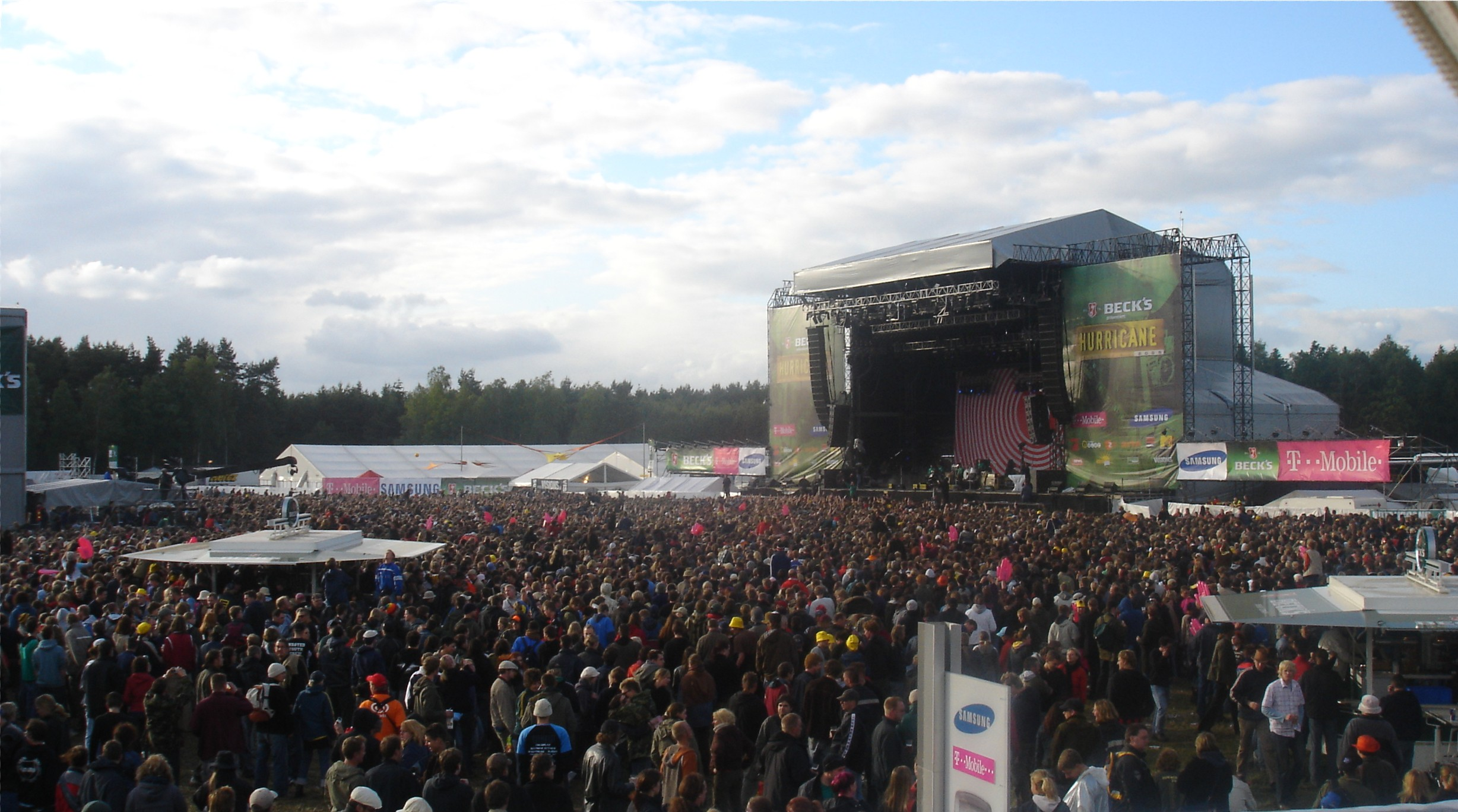
Koncert Beatsteaks na festivalu Hurricane v roce 2005

Kapela si v té době vydobyla také pověst jedné z nejlepších koncertních kapel na světě a jejich vystoupení na festivalu Rock am Ring v roce 2004 bylo na konci roku označeno za nejlepší vystoupení roku.

### B-Seite
Koncem roku 2005 vydala kapela své první DVD, které nazvali B-Seite a sami si ho režírovali. B-Seite obsahuje dokumentární film o vzniku kapely, kde jsou k vidění opravdu unikátní záběry od prvopočátku kapely a také koncertní záznamy a všechny dosud natočené videoklipy.

### Limbo Messiah
Rok 2006 zasvětila kapela nahrávání nové desky a odehráli jen pět koncertů. 9. března 2007 vyšel pilotní singl z nové desky, který se jmenoval Jane Became Insane. Singl ihned vylétl na vrchol hitparády TRL a kapela za něj dostala zlatou desku.
Celá deska, která dostala název Limbo Messiah vyšla 30. března a v limitované edici nabízela i DVD s názvem Demons Galore, kde si kapela sama ze sebe utahuje a přemýšlí o svém konci. Bubeník Thomas Götz přestane komunikovat s okolím a zpěvák Arnim přemýšlí o konci hudební kariéry a chce začít s herectvím. Oba kytaristé se v humorném dokumentu pohádají, proto musí navštívit psycholožku. Celé DVD kapela popsala jako „typický Beatsteaks humor“.
Z alba vzešly i další singly Cut Off the Top, který obdržel i nominaci na nejlepší videoklip 2007 v Echo Awards, Demons Galore a píseň Meantime, ke které natočili 29. října 2007 videoklip v Praze.
7. června 2007 kapela vystoupila v Rostocku před 70 000 lidmi během světoznámé kampaně Make Poverty History. Přesně o měsíc později 7. července odehrála kapela prozatím svůj největší samostatný koncert v berlínském Wuhlheide, kde jejich koncert navštívilo přes 17 000 lidí. V téže roce obdrželi Beatsteaks opět nominaci od MTV na cenu Best German Act, tentokrát ji ale ve vítězství neproměnili. Úspěchu se ale dočkali během udílení cen 1Live Krone, kde získali cenu pro nejlepšího Live umělce.

### Kanonen auf Spatzen
2. května 2008 vydala kapela live dvoualbum nazvané Kanonen auf Spatzen společně s live DVD, jehož záznam byl pořízen na berlínském koncertě ve Wuhlheide 7. července 2007. Jako první singl z live alba vyšla píseň Hail to the Freaks, která obsahovala záběry právě z koncertu ve Wuhlheide, který navštívilo přes 17 000 lidí. Druhým singlem se stala píseň Hey Du, která je coververzí slavného německého muzikálu Linie 1. 29. srpna 2008 odehrála kapela svůj druhý koncert v proslulé Wuhlheide a ohlásila dvouroční pauzu od koncertování. V jednom z rozhovorů řekl baskytarista Torsten Scholz, že novou desku začnou nahrávat už po skončení turné v srpnu 2008.

## Vedlejší projekty
Bubeník Thomas Götz a Marten Ebsen, kytarista německé kapely Turbostaat založili kapelu, kterou nazvali NinaMarie. Jejich první EP vyšlo v březnu 2006 a dostalo název Scheiss. Taxi – Scheiss. Paris.
Další vedlejší projekt, který spadá pod záštitu kapely se jmenuje Die Roys a začali s ním během natáčení desky Limbo Messiah. Projekt má podtitulek „Všechny písně, které změnily historii už byly napsány“ a kapela si v něm vyměnila nástroje a hraje známé písně. Kapelu vede Roy Baumann (Peter Baumann), který se chopil v projektu mikrofonu. Jejich písně jsou ke slyšení i na singlech Jane Became Insane, Cut Off the Top a Demons Galore.
Kapela se také stará o veškeré vnitřní záležitosti. Peter Baumann odepisuje na všechny emaily, Thomas Götz tvoří webové stránky, Arnim Teutoburg-Weiß navrhuje fanouškovské oblečení a společně s Torstenem Sholzem a Berndem Kurtzkem vedou internetový obchod Beatstuff.

## Zajímavosti
Kapela Die Ärzte se ve své písni Unrockbar zmiňuje o Beatsteaks a v textu se objevuje věta "Wie kannst Du bei den Beatsteaks ruhig sitzen bleiben, wenn Dir doch Schlagersänger Tränen in die Augen treiben" neboli „Jak můžeš u Beatsteaks zůstat klidně sedět, když zpěváci šlágrů ti vhání slzy do očí.“ Na festivalu Rock am Ring 2007, kde byli Die Ärzte jedním z tahounů vysvětlili tuto větu na pravou míru. Shodou okolností na stejném festivalu vystupovali Beatsteaks, kteří byli den před vystoupením Die Ärzte headlinery. Zpěvák a bubeník Bela B. řekl, že se jednalo pouze o žertík, a že jak někteří fanoušci Die Ärzte je označují za nejlepší kapelu na světě tak on sám označuje Beatsteaks za nejlepší kapelu ve vesmíru a odmítl jakékoli spory mezi oběma berlínskými kapelami.
Die Toten Hosen, kapela z Düsseldorfu zazpívala na svém Unplugged koncertu písničku Hand In Hand.
Ve filmu Knallhart, který režíroval Detlev Buck, můžeme slyšet song Fool, který se objevil na albu 48/49.
Zpěvák kapely Seeed a Boundzound, Demba Nabé  se objevil ve videoklipu I Don't Care as Long as You Sing a v přestrojení za Ninju i v klipu Hello Joe. Na oplátku zpěvák Arnim Teutoburg-Weiß hostuje ve videoklipu Boundzound nazvaném Stay Alive, hraje tam doktora.

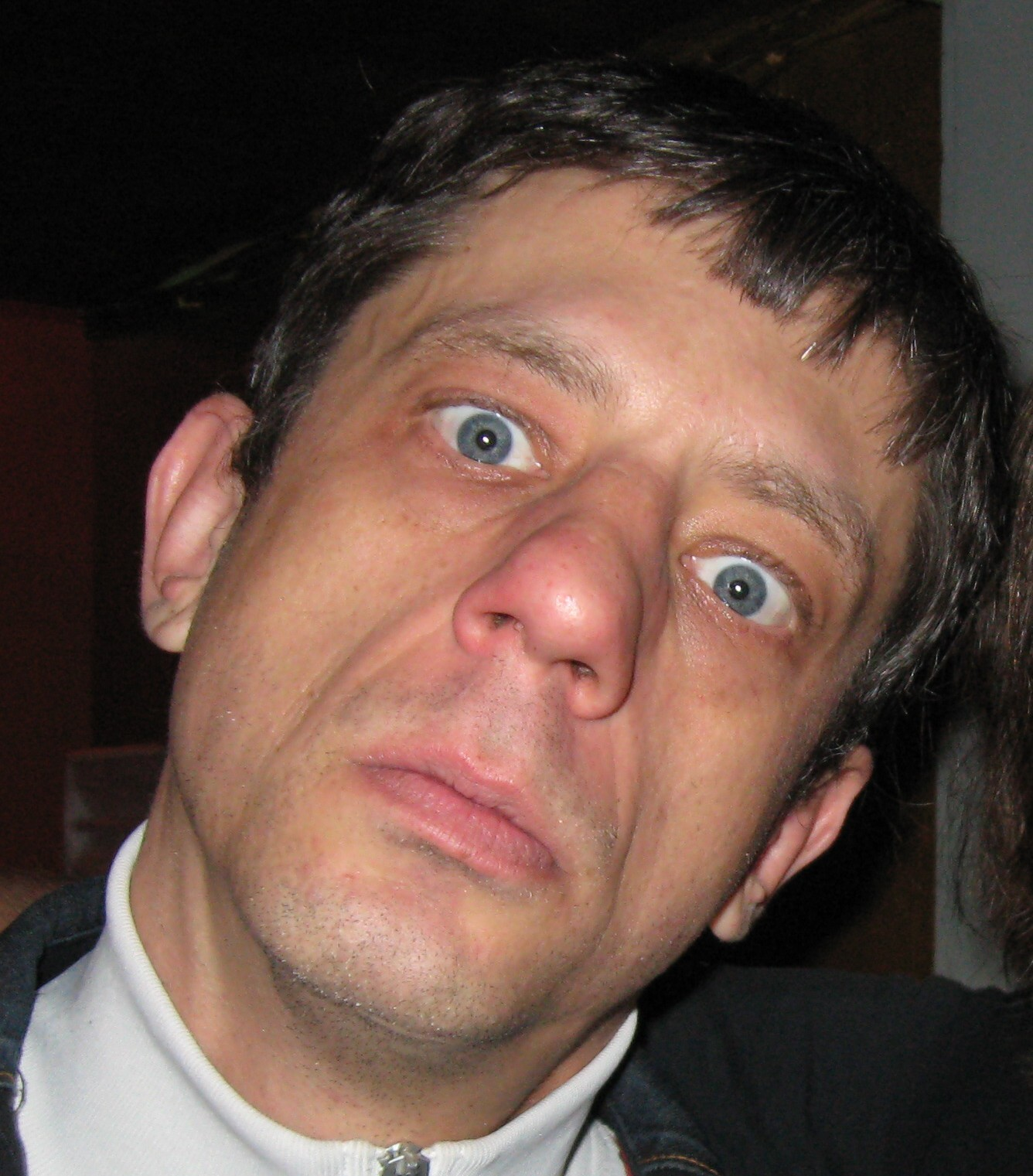
Thomas Gotz
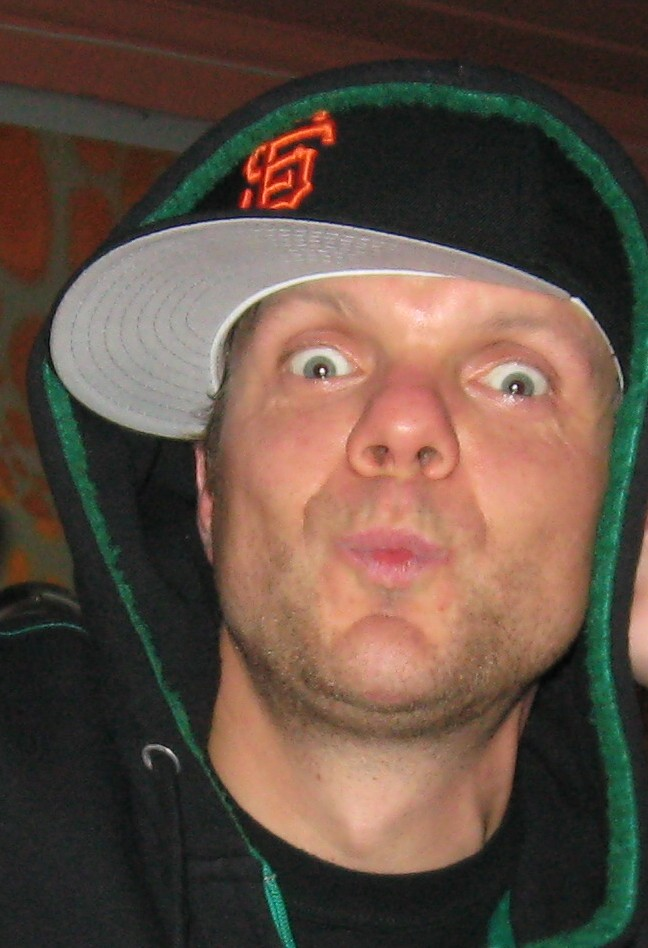
Torsten Scholz
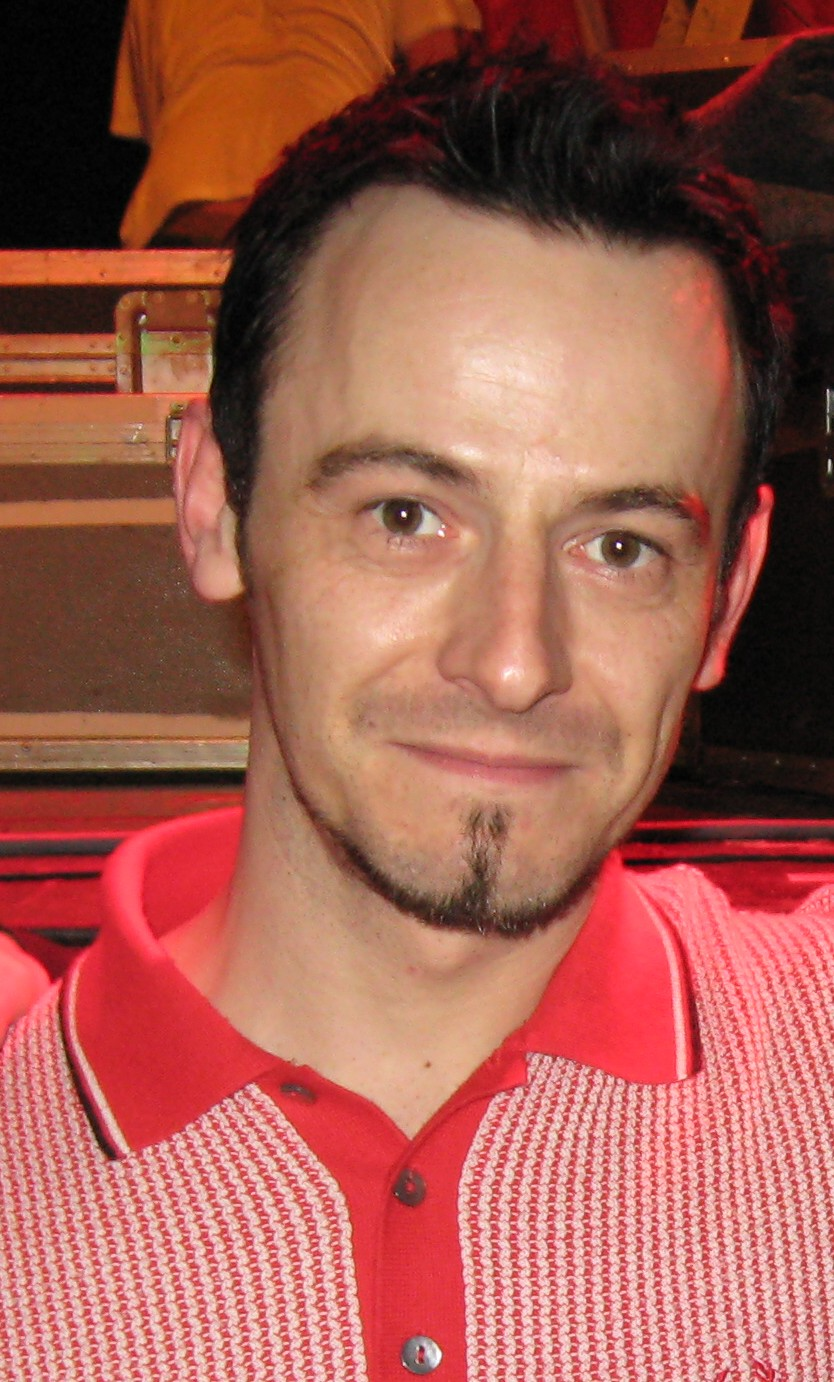
Peter Baumann
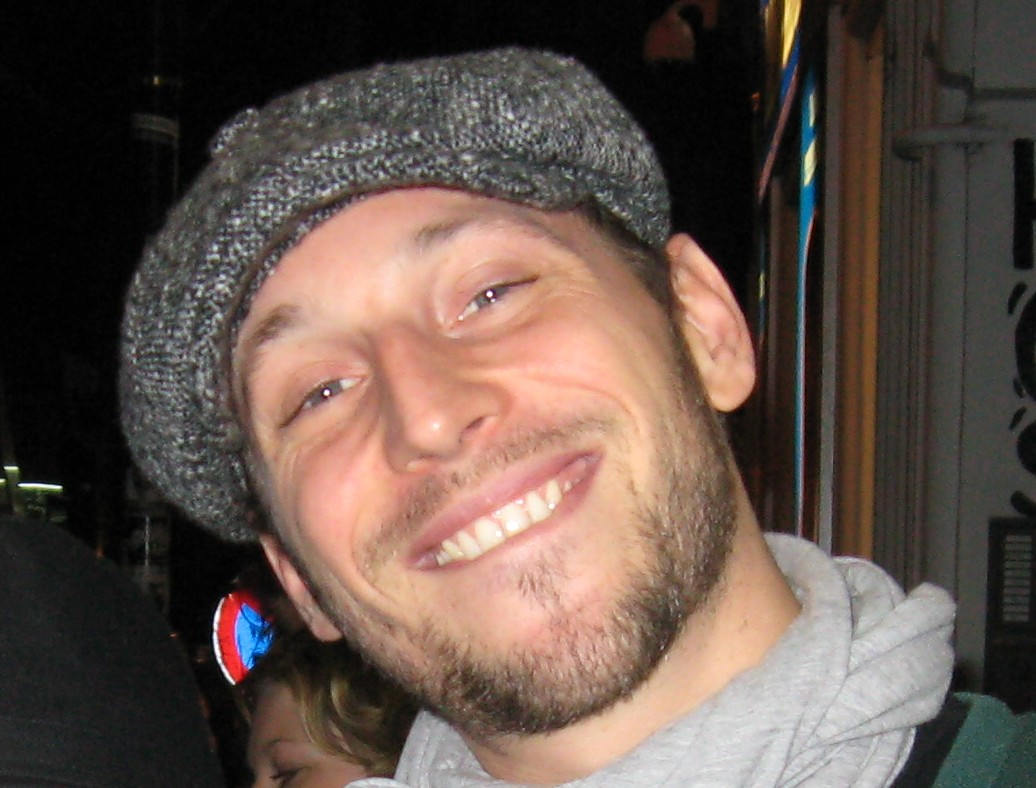
Arnim Teutoburg-Weiß
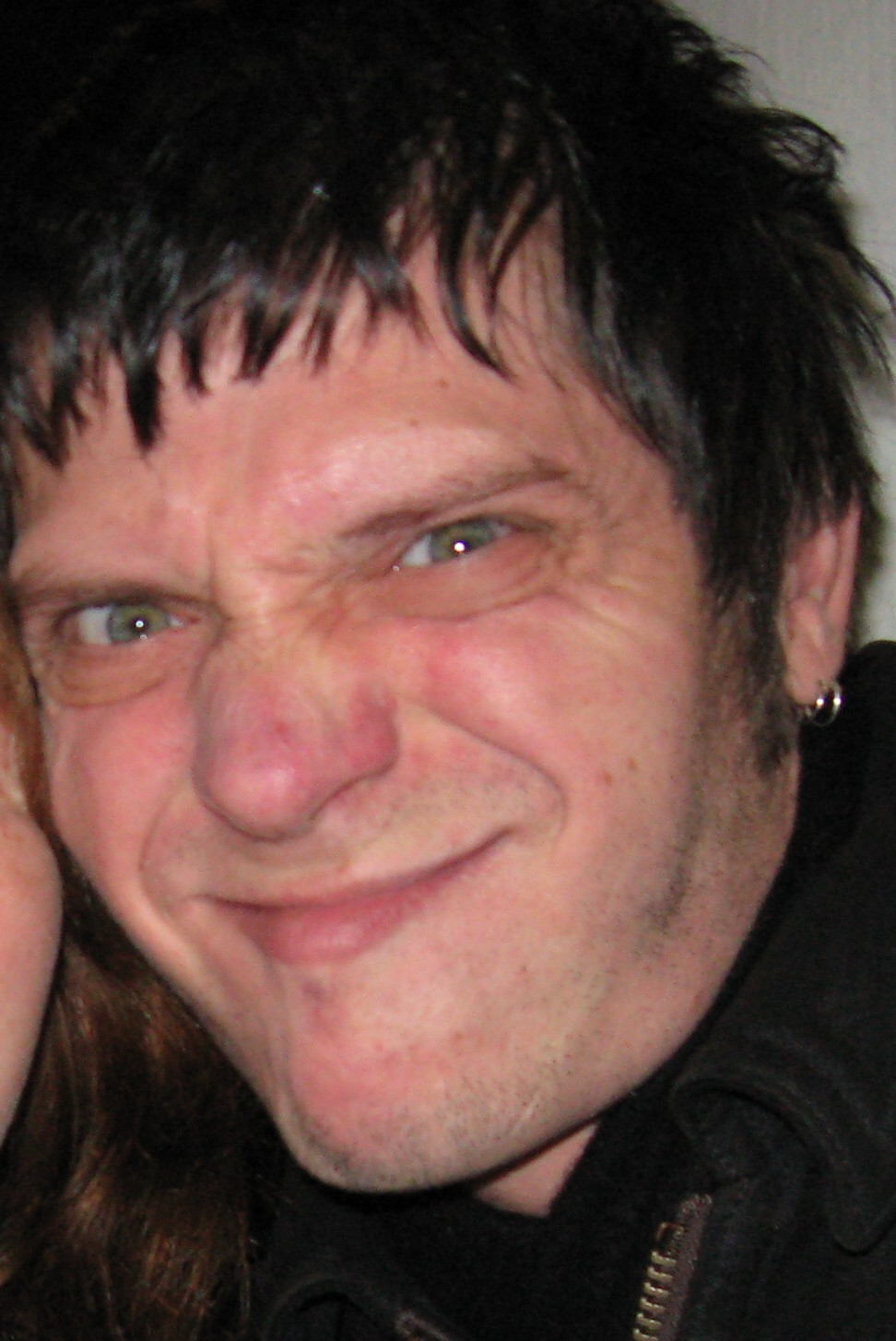
Bernd Kurtzke

## Diskografie

### Alba
| Rok  | Název               | Umístění | Umístění | Umístění |
| Rok  | Název               | GER      | RAK      | ŠVÝ      |
| ---- | ------------------- | -------- | -------- | -------- |
| 1997 | 48/49               | -        | -        | -        |
| 1999 | Launched            | -        | -        | -        |
| 2002 | Living Targets      | -        | -        | -        |
| 2004 | Smack Smash         | 11       | 19       | 74       |
| 2007 | Limbo Messiah       | 3        | 4        | 19       |
| 2008 | Kanonen auf Spatzen | 5        | 11       | 66       |
| 2011 | Boombox             | -        | -        | -        |

### Singly
| Rok  | Název                                        | Umístění | Umístění | Umístění | Umístění |
| Rok  | Název                                        | GER      | RAK      | ŠVÝ      | EU       |
| ---- | -------------------------------------------- | -------- | -------- | -------- | -------- |
| 2002 | Summer Living Targets                        | -        | --       | --       | -        |
| 2002 | Let Me In Living Targets                     | -        | --       | --       | -        |
| 2004 | Hand In Hand Smack Smash                     | 72       | --       | --       | -        |
| 2004 | I Don't Care As Long As You Sing Smack Smash | 59       | --       | --       | -        |
| 2004 | Hello Joe Smack Smash                        | 53       | --       | --       | -        |
| 2004 | Loyal To None Smack Smash                    | -        | --       | --       | -        |
| 2007 | Jane Became Insane Limbo Messiah             | 23       | -        | -        | 134      |
| 2007 | Cut Off the Top Limbo Messiah                | 59       | -        | -        | -        |
| 2007 | Demons Galore Limbo Messiah                  | -        | -        | -        | -        |
| 2007 | Meantime Limbo Messiah                       | -        | -        | -        | -        |
| 2008 | Hail to the Freaks Kanonen auf Spatzen       |          |          |          |          |

### DVD
| Rok  | Název               | Umístění | Umístění | Umístění |
| Rok  | Název               | GER      | RAK      | ŠVÝ      |
| ---- | ------------------- | -------- | -------- | -------- |
| 2005 | B - Seite           | 55       | -        | -        |
| 2007 | Demons Galore       | -        | -        | -        |
| 2008 | Kanonen auf Spatzen | -        | -        | -        |

### EP
- 6-11-98 Knaack (6. listopadu 1998)
  - EP působilo jako vstupenka na koncert v klubu Knaack, vyšlo v limitované edici
- Wohnzimmer-EP (21. listopadu 2002)
  - Rovněž limitovaná edice, rozdávalo se před koncertem v Columbiahalle
- Summer (2003)
- Let Me In (2003)
- Hand In Hand (2004)
- Hello Joe (2004)
- I Don’t Care as Long as You Sing (2004)
- Jane Became Insane (2007)
- Cut Off the Top (2007)
- Demons Galore (2007)
  - Obsahuje píseň Wer A sagt muss auch B zahlen, kterou zpívá rapper Dendemann

## Ocenění
- MTV Europe Music Awards, Best German Act (2004)
- 1Live Krone, Best LiveAct (2007)